# Michael Katsidis
Michael Katsidis est un boxeur australien né le 15 août 1980 à Toowoomba dans le Queensland.

## Carrière
Champion d'Australie dans la catégorie poids légers en 2002 à l'occasion de son 2e combat professionnel, il remporte également le titre national des super-légers en 2004 mais échoue le 27 novembre 2010 face à Juan Manuel Marquez pour le titre mondial WBA et WBO par arrêt de l'arbitre à la 9e reprise. Ce combat, d'une grande intensité, est nommé combat de l'année par Ring Magazine.

## Référence
1. ↑  (en) Juan Manuel Marquez vs. Michael Katsidis (boxrec.com)